# Jus exclusivae

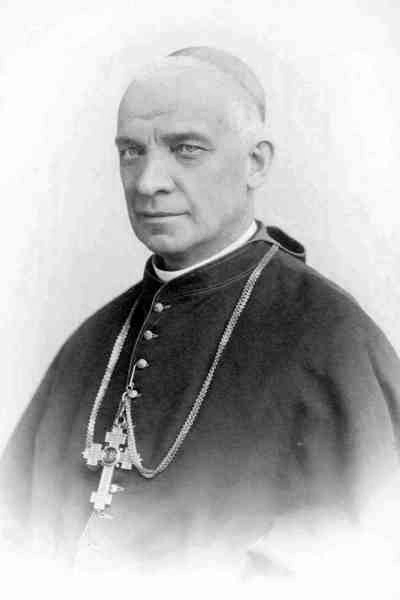
Jan Maurycy Pawel Puzyna de Kosielsko, Cardeal de Cracóvia, foi o último a exercer o jus exclusivæ.

Jus Exclusivæ (em latim direito de exclusão; também chamado direito de veto papal) era o direito de que gozavam diversos monarcas católicos da Europa para vetar um candidato a Papa. Em diferentes momentos este direito foi utilizado pelos monarcas franceses (Reis Cristianíssimos), Reis de Espanha (Reis Católicos), Reis de Portugal (Reis Fidelíssimos), Reis da Hungria (Reis Apostólicos), o Imperador do Sacro Império Romano-Germânico e o Imperador da Áustria, este último como herdeiro dos direitos do anterior. O veto devia ser dado a conhecer durante um conclave, através de um Cardeal da coroa enviado por tal monarca, precisando que o candidato à eleição tinha sido considerado persona non grata como futuro Papa. Em todo o caso o direito de veto só podia ser usado em nome de um monarca uma vez em cada conclave, ou seja cada monarca só podia vetar um candidato.
Para serem eleitos os Papas precisavam assim não só da maioria de dois terços dos Cardeais mas também da não oposição dos principais monarcas católicos da Europa.
Este direito parece ter sido afirmado durante o século XVII e não parece estar relacionado com o direito exercido pelos imperadores bizantinos e germânicos a confirmar a eleição papal, que tinha sido exercido pela última vez na Alta Idade Média. A Espanha, que neste período tinha vastos territórios e influência na península italiana, elevou dita prerrogativa em 1605. No conclave de 1644, que elegeu o cardeal Giovanni Battista Pamphili como Papa Inocêncio X, o Jus Exclusivæ foi exercido pela primeira vez, vetando a Espanha de Filipe IV a eleição do cardeal Sacchetti. O cardeal francês Jules Mazarin chegou demasiado tarde ao conclave para apresentar o veto francês contra o cardeal Pamphili, que já tinha sido eleito. Neste período, fizeram-se diversos tratados na defesa deste direito.

## Iniciativas similares anteriores a 1605
- Conclave de 1314–1316 — o Conde de Forez vetou Arnaud Fournier em nome de Filipe, Conde de Poitiers (futuro Filipe V da França)

## Exemplos doJus Exclusivæexercidos depois de 1605
- Conclave de março de 1605 – César Barônio, C.O. por Filipe III da Espanha
- Conclave de 1621 – Francesco Maria Bourbon del Monte Santa Maria, por Filipe III da Espanha
- Conclave de 1644 – Giulio Cesare Sacchetti, por Filipe IV da Espanha
- Conclave de 1655 – Giulio Cesare Sacchetti, por Filipe IV da Espanha
- Conclave de 1669-1670 – Benedetto Odeschalchi [a], por Luís XIV da França
- Conclave de 1689 - Francesco Lorenzo Brancati de Lauria, O.F.M.Conv., por Carlos II de Espanha
- Conclave de 1700 – Galeazzo Marescotti, por Luís XIV de França
- Conclave de 1721
  - Fabrizio Paolucci, pelo imperador Carlos VI da Alemanha
  - Francesco Pignatelli, por Filipe V da Espanha
- Conclave de 1730 – Giuseppe Renato Imperiali, por Filipe V da Espanha
- Conclave de 1740 – Pier Marcellino Corradini, por Filipe V da Espanha
- Conclave de 1758 – Carlo Alberto Guidoboni Cavalchini, por Luís XIV da França
- Conclave de 1774-1775 - Giovanni Carlo Boschi, pelas cortes borbónicas
- Conclave de 1799-1800
  - Carlo Bellisomi, por Francisco I da Áustria
  - Hyacinthe Sigismond Gerdil, por Francisco I da Áustria
- Conclave de 1823 – Antonio Gabriele Severoli, por Francisco I da Áustria
- Conclave de 1829 - Bartolomeo Pacca , por Carlos X da França
- Conclave de 1830-1831 – Giacomo Giustiniani, por Fernando VII da Espanha
- Conclave de 1846 - Tommaso Bernetti, por Fernando I da Áustria
  - O chanceler austríaco Klemens Wenzel von Metternich confidenciou o veto da Áustria ao cardeal Giovanni Maria Mastai-Ferretti ao cardeal Karl Kajetan von Gaisruck, arcebispo de Milão , que chegou tarde demais.[1][2][b]
- Conclave de 1903 – Mariano Rampolla, por Francisco José I da Áustria-Hungria

## Atitude papal face aoJus Exclusivæ
Este direito nunca foi formalmente reconhecido pelo papado, embora os diversos conclaves tenham considerado conveniente reconhecer as objeções a certos papabile (prelados considerados possíveis candidatos ao papado) e aceitar as interferências seculares como um abuso inevitável. Pela Bula In eligendis de 9 de outubro de 1562 o Papa Pio IV ordenou aos cardeais eleger o Papa sem deferência a nenhum poder secular. A Bula Aeterni Patris Filius, de 15 de novembro de 1621, proibia aos cardeais conspirar para a exclusão de qualquer candidato. Estes pronunciamentos não condenavam especificamente o direito Jus Exclusivæ. Na Constituição In hac sublimi de 23 de agosto de 1871, o Papa Pio IX proibia qualquer tipo de interferência secular na eleição papal. O exercício mais recente de deste direito deu-se em 1903: foi a exclusão do Cardeal Rampolla, que estava a ponto de ser eleito, sendo que o conclave acabou por escolher o Cardeal Sarto (o Papa Pio X). Pio X proibiu completamente o Jus Exclusivæ na Constituição Commissum Nobis de 20 de janeiro de 1904.
Aos cardeais reunidos em conclave foi imposto o seguinte juramento: "Não aceitaremos, nunca, sob nenhum pretexto, por parte de nenhum poder civil, seja qual for, o despacho de propor veto de exclusão, mesmo sob a forma de um mero desejo... e não deixaremos possibilidade de intervenção ou intercessão, nem qualquer outro método, pelo qual poderes laicos de nenhum grau ou ordem, intervenham na eleição do pontífice"
Nenhum poder tentou exercer o direito de exclusão desde 1903. Os chefes de Estado mantêm, no entanto, fortes interesses na Eleição Papal, dada a influência mundial da Santa Sé Romana. Embora não seja impossível que poderes seculares possam influir no Conclave, as regulações atuais do mesmo minimizam essas possibilidades.